# Aeropuerto Tres de Mayo
Aeropuerto Tres de Mayo (IATA: PUU, OACI: SKAS) aeródromo ubicado en la ciudad de Puerto Asís, Putumayo (Colombia). En él operan las aerolíneas aéreas Satena, Santa Archivado el 30 de junio de 2019 en Wayback Machine. y Clic Air.
El aeropuerto 3 de mayo de Puerto Asís, se encuentra ubicado a pocos metros del centro de la ciudad en la salida de Puerto Asís, en el departamento del Putumayo. Actualmente operan allí dos aerolíneas comerciales y sirve de tránsito a diversas aeronaves militares y privadas en su gran mayoría de la industria petrolera. Cuenta con una torre de control aproximada de 26 metros de altura. Su nombre hace honor a la fecha de cumpleaños del municipio.

## Destinos

### Destinos nacionales
| Ciudades                        | Nombre del aeropuerto                           | Satena | Clic Air |   |
| ------------------------------- | ----------------------------------------------- | ------ | -------- | - |
| Bogotá                          | Terminal Puente Aéreo                           | •      | •        |   |
| Cali                            | Aeropuerto Internacional Alfonso Bonilla Aragón | •      | •        |   |
| Ipiales                         | Aeropuerto San Luis                             | •      |          |   |
| Puerto Leguízamo                | Aeropuerto Caucaya                              | •      |          |   |
| Total: 4 destinos, 2 aerolíneas | Total: 4 destinos, 2 aerolíneas                 | 4      | 3        | 2 |

### Aerolíneas que cesaron operación
- LATAM Colombia
  - Bogotá / Aeropuerto Internacional El Dorado (Finalizó 15 de junio de 2015)